# 植物の知覚
植物の知覚（しょくぶつのちかく、英語: Plant perception）とは、植物が刺激を感知して、柔軟に生理機能や形態を変化させる能力のことであり、植物の環境感覚。

## 外部刺激の知覚

### 傷の知覚
埼玉大学大学院はシロイヌナズナを使った研究で、脳や神経をもたない植物がどの様に傷を感じ情報伝達をしているのかの仕組みを発見した。同大学院の研究において、シロイヌナズナは傷つけられると、傷口からグルタミン酸を流出させ、それをグルタミン酸受容体(GLR)が受容するとCa2+（カルシウムイオン）シグナル（傷害情報）が発生、そのCa2+シグナルが師管を介して全身へと伝達され、伝達された葉では攻撃に備えて抵抗性が上昇することが観測された。そのことから、植物は師管を動物の神経の代わりとし、グルタミン酸とカルシウムイオンを痛みの伝達物質として使って傷つけれたこと、つまり痛みを、全身へ伝達していることがわかった。また、東京大学坪井研究室は、埼玉大学の植物に痛みを伝える仕組みを発見した研究に対し、同研究室のウェブページにて、
動物と似た仕組みを持っているからといって、植物に「痛い」という感覚があると判断できるわけではありませんし、表情などから推測することもできません。しかし、植物、微生物を含めた生物全般において、何をもって「殺生」と考えるべきなのか、難しい問いが提示されたともいえます。—東京大学坪井研究室
と問題提起している。

### 匂いの知覚
植物がどの様に匂いを感じているのか謎であったが、東京大学のタバコを使った研究で、葉の細胞の核内にある遺伝子の転写の制御に関係するタンパク質が匂い受容体として機能し、匂い物質と結合して匂いを認識している事がわかった。

### 味の知覚
植物にも味覚に似た機能がある。
東京大学大学院農学生命科学研究科の研究で、つる植物は同種を味覚（接触化学識別）で認識し、同種に巻き付かないように避けている事がわかった。ヤブガラシを使った実験で、同種と他種につるが同時に接した場合、正確に他種へと巻き付いていくことが確認された。また、同種に巻き付きそうになっても巻き戻す能力を持つことも確認された。ヤブガラシは同種をシュウ酸の量で認識していると考えられる。植物ではなくシュウ酸を塗った棒と他の試薬を塗った棒への巻き付き比較で、シュウ酸を塗った棒を避ける傾向が見られた。そのことから、シュウ酸への接触による化学認識、つまり味覚のような識別機構があることを意味する。